# نورهان سمانوف
نورهان سمانوف (مواليد 17 فبراير 1972) هو ملاكم كازاخستاني، مثّل بلاده في الألعاب الأولمبية الصيفية 1996.

## روابط خارجية
نورهان سمانوف على موقع أوليمبيديا (الإنجليزية)